# Campeonato Paulista de Futebol de 1965
O Campeonato Paulista de Futebol de 1965 foi a 25.ª edição do campeonato organizado pela Federação Paulista de Futebol. O Santos sagrou-se bicampeão, confirmando o título com duas rodadas de antecipação. Com 34 gols marcados, Pelé foi o artilheiro da competição.

## Contexto
Campeão e vice do Campeonato Paulista no ano anterior, Santos e Palmeiras eram novamente considerados os principais favoritos ao título antes do início da competição. Nas últimas sete edições do campeonato, apenas as duas equipes haviam vencido a disputa. O Peixe buscava o bicampeonato, mas havia sido eliminado recentemente da Libertadores da América. Já o Verdão chegou para a disputa em alta após vencer o Torneio Rio-São Paulo em maio.
Em relação à edição passada, a novidade foi a presença da Portuguesa Santista, que retornou à elite estadual após três anos, como campeã da Primeira Divisão de 1964.

## O campeonato
A competição teve início no dia 4 de julho de 1965, com quatro jogos realizados, envolvendo apenas equipes do interior. Os chamados "grandes" (Corinthians, Palmeiras, Portuguesa, São Paulo e Santos) estrearam uma semana depois.
Sem Pelé, poupado após ter uma infecção na perna, o Santos estreou no dia 11 de julho, com uma vitória por 3–1 sobre o América-SP na Vila Belmiro. No mesmo dia, a Portuguesa venceu a Ferroviária por 2–0 na Rua Javari. Os demais times estrearam dois dias depois: o São Paulo derrotou a Prudentina no Pacaembu em um jogo equilibrado, enquanto que o Corinthians bateu o São Bento por 3–0 no Parque São Jorge. No dia seguinte, o Palmeiras fez a sua estreia, ao golear o Juventus por 5–2 no Parque Antarctica.
Com o camisa 10 de volta ao time titular, o Peixe goleou o Noroeste, que até então não havia perdido na competição, por 6–2, com cinco gols de Pelé. No dia 18 de julho, Pelé faz mas dois gols, comandando a terceira vitória consecutiva do Santos. Na mesma data, o Palmeiras, principal adversário na briga pelo título, foi goleado fora de casa pela Prudentina por 4–0.
Até então, a liderança do Paulista era do Guarani, com a vantagem de ter disputado uma partida a mais que os principais adversários. A invencibilidade do Bugre caiu após o time ser derrotado pelo São Paulo por 3–1, no dia 21 de julho. A derrota do Guarani permitiu que o Santos, mesmo com um jogo a menos, assumisse a liderança ao vencer o Comercial de Ribeirão Preto por 5–3.
Após um mês de competição, o Santos se manteve na liderança, sendo acompanhado de perto pelo Corinthians, que venceu os cinco primeiros jogos disputados. O Timão teve a chance de assumir a liderança no dia 8 de agosto, mas acabou sofrendo a primeira derrota na competição, fora de casa, contra o Comercial. O Peixe seguiu isolado na liderança após 10 partidas disputadas, impulsionado pela artilharia de Pelé, autor de 17 gols em 9 jogos. No dia 29 de agosto, o Clássico Alvinegro colocou frente a frente os dois primeiros colocados da competição, separados por apenas dois pontos. Em uma partida que bateu o recorde de arrecadação do futebol paulista até então – Cr$ 104.412.000 – o Santos venceu de virada, por 4–3, no Estádio do Morumbi, afastando o rival da briga pelo título.
Em setembro, o ataque santista seguiu dominando, com expressivas goleadas contra Botafogo (7–1) e Guarani (7–0). Na última rodada do primeiro turno, a invencibilidade do Santos na competição teve fim: com um gol de Ademar Pantera, o Palmeiras venceu o clássico na Vila Belmiro por 1–0. Invicta desde a derrota para a Prudentina no começo do campeonato, a equipe alviverde aproximou-se dos líderes Santos e Corinthians com o triunfo no clássico.
Com um ponto de distância entre si, Santos, Corinthians e Palmeiras abriram o segundo turno com vitória. Na 17ª rodada, o Santos abriu vantagem para os rivais após o Corinthians empatar no Majestoso e o Palmeiras perder do Comercial. Em 25 de novembro, a vitória do Santos por 5–0 sobre o Botafogo eliminou as chances matemáticas de título do Palmeiras. Dois dias depois, ao vencer o Juventus por 4–0 na Vila Belmiro, o Santos confirmou o título de campeão com duas rodadas de antecedência.
Em 4 de dezembro, a derrota da Ferroviária para o São Paulo por 1–0 decretou o rebaixamento da equipe de Araraquara, também com duas rodadas de antecipação. As últimas rodadas foram marcadas pela disputa pelo segundo lugar na classificação entre Corinthians e Palmeiras. O alvinegro ocupou a vice-liderança durante a maior parte da competição, mas ainda tinha pela frente o confronto direto contra o rival. Em um jogo polêmico no Pacaembu, Ademar Pantera fez o gol da vitória do Verdão aos 49 minutos do segundo tempo, aproveitando a cobrança de um escanteio duvidoso assinalado pelo árbitro Romualdo Arpi Filho. O resultado, muito contestado pela diretoria do Corinthians, permitiu que o Palmeiras tomasse a segunda posição na classificação, assegurando a segunda vaga para a Taça Brasil de 1966.
Na última rodada, já com as posições na tabela garantidas, o Palmeiras voltou a derrubar a sequência de invencibilidade de 14 jogos do Santos, ao aplicar uma goleada de 5–0 sobre a equipe campeã, no dia 12 de dezembro, no Parque Antarctica. A goleada foi o suficiente para que o próprio Palmeiras superasse o Santos e terminasse como a melhor defesa da competição.

## Classificação final
| Time | Time                | PG | J  | V  | E | D  | GP | GC | SG  |
| --- | ------------------- | -- | -- | -- | - | -- | -- | -- | --- |
| 1 | Santos              | 53 | 30 | 25 | 3 | 2  | 93 | 28 | +65 |
| 2 | Palmeiras           | 49 | 30 | 22 | 5 | 3  | 55 | 25 | +30 |
| 3 | Corinthians         | 45 | 30 | 21 | 3 | 6  | 74 | 36 | +38 |
| 4 | Portuguesa          | 35 | 30 | 13 | 9 | 8  | 43 | 34 | +9  |
| 5 | São Paulo           | 33 | 30 | 13 | 7 | 10 | 52 | 32 | +20 |
| 6 | São Bento           | 31 | 30 | 12 | 7 | 11 | 46 | 50 | −4  |
| 7 | Guarani             | 30 | 30 | 13 | 4 | 13 | 45 | 47 | −2  |
| 8 | Comercial           | 28 | 30 | 12 | 4 | 14 | 50 | 53 | −3  |
| 9 | Prudentina          | 27 | 30 | 10 | 7 | 13 | 45 | 47 | −2  |
| 10 | América             | 26 | 30 | 10 | 6 | 14 | 32 | 45 | −13 |
| 11 | Noroeste            | 25 | 30 | 9  | 7 | 14 | 35 | 59 | −24 |
| 12 | Juventus            | 24 | 30 | 9  | 6 | 15 | 45 | 61 | −16 |
| 13 | Botafogo            | 24 | 30 | 8  | 8 | 14 | 37 | 48 | −11 |
| 14 | Portuguesa Santista | 19 | 30 | 5  | 9 | 16 | 20 | 48 | −28 |
| 15 | XV de Piracicaba    | 18 | 30 | 6  | 6 | 18 | 27 | 60 | −33 |
| 16 | Ferroviária         | 13 | 30 | 4  | 5 | 21 | 32 | 58 | −26 |
| PG - Pontos Ganhos; J - Jogos; V - Vitórias; E - Empates; D - Derrotas; GP - Gols Pró; GC - Gols Contra; SG - Saldo de Gols |                     |    |    |    |   |    |    |    |     |
| Fonte: |                     |    |    |    |   |    |    |    |     |

|  |         |
|  | Campeão |

|  |           |
|  | Rebaixado |